# Raptejaure
Raptejaure är en sjö i Strömsunds kommun i Jämtland och ingår i Ångermanälvens huvudavrinningsområde. Sjön har en area på 0,368 kvadratkilometer och ligger 632,2 meter över havet.

## Delavrinningsområde
Raptejaure ingår i det delavrinningsområde (719872-143810) som SMHI kallar för Utloppet av Raptejaure. Medelhöjden är 661 meter över havet och ytan är 5,1 kvadratkilometer. Det finns ett avrinningsområde uppströms, och räknas det in blir den ackumulerade arean 18,18 kvadratkilometer. Vattendraget som avvattnar avrinningsområdet har biflödesordning 3, vilket innebär att vattnet flödar genom totalt 3 vattendrag innan det når havet efter 324 kilometer. Avrinningsområdet består mestadels av skog (80 procent) och sankmarker (12 procent). Avrinningsområdet har 0,37 kvadratkilometer vattenytor vilket ger det en sjöprocent på 7,2 procent.